# Evangelització
Es coneix com a evangelització l'acte de predicar l'Evangeli de Jesús, és a dir, de difondre el cristianisme. Per extensió s'aplica també a qualsevol mena de proselitisme, sigui aquest religiós o no.

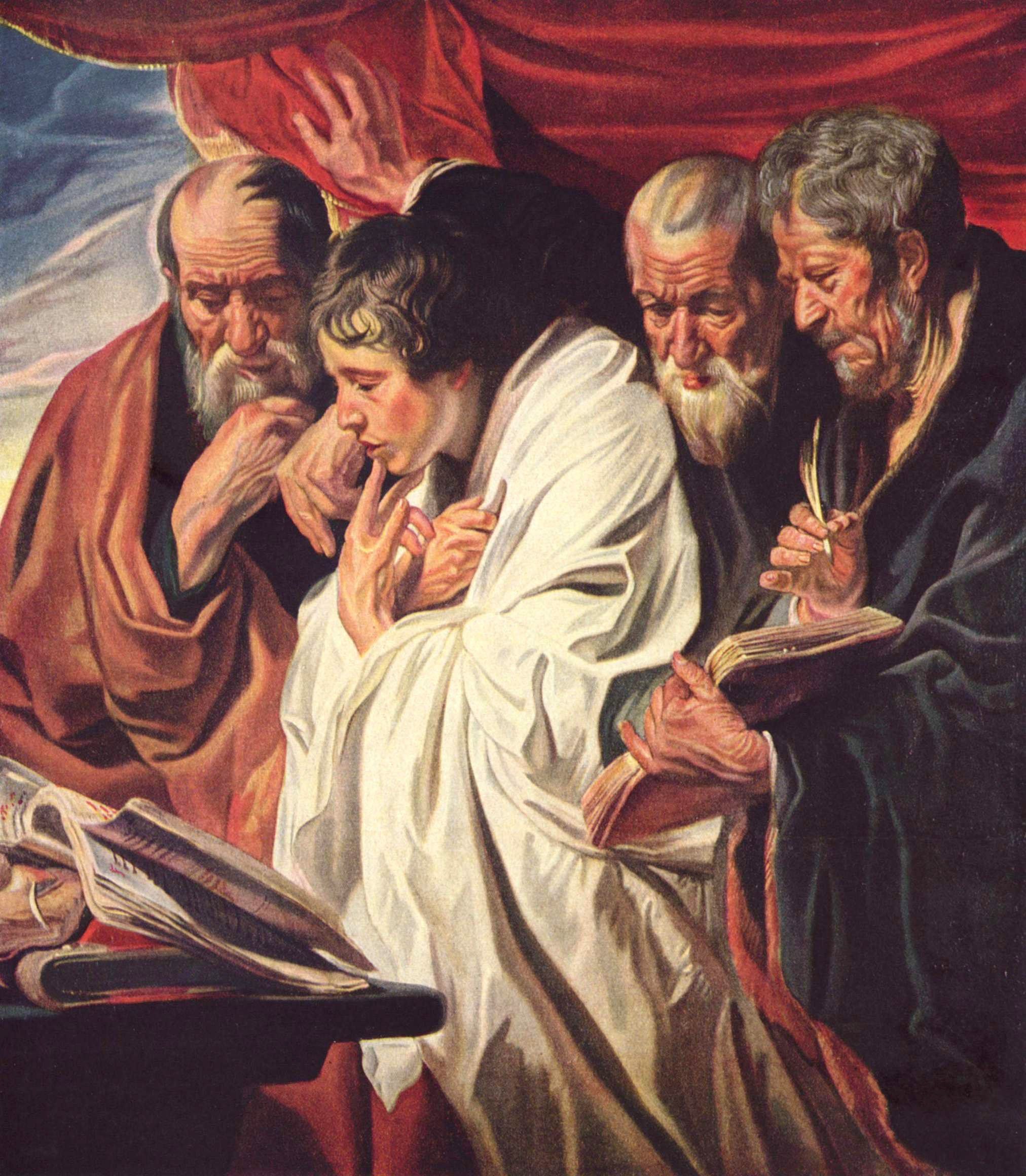
Els quatre Evangelistes, per Jacob Jordaens.

La paraula evangelista ve del grec koiné εὐαγγέλιον (euangelos, εὔ = «bo, bona», ἀγγέλλω = notícia, missatge), que significa dador de bones notícies, dador de bones noves. L'expressió en koiné per a «bones notícies», ευάνγελιον (eu-angelion) és usada per referir-se als quatre Evangelis al Nou Testament; així «els Evangelistes» són també els autors dels quatre Evangelis, tradicionalment coneguts com a Mateu, Marc, Lluc i Joan.

## Evangelització en la Bíblia
La missió de l'evangelització, va començar amb Jesús mateix, i el compliment d'aquesta va ser la seva raó de ser com a Crist. De conformitat amb «les seves divines paraules», el mateix que havia estat enviat pel Pare, envia als seus deixebles i a tota l'Església, comprometent-los en el moviment mateix d'aquesta missió, perquè continuï l'oferiment de la «Bona nova» al cor dels homes i de cara a l'edificació progressiva del Regne de Déu.

La intenció de l'evangelisme és fer conèixer la salvació mitjançant el sacrifici de Jesús per a totes les persones; d'altres creuen que és informar sobre la presta vinguda del Regne de Déu. L'evangelització és portada a terme per l'obediència d'un mandat de Jesús als seus deixebles, «aneu, doncs, a tots els pobles i feu-los deixebles meus» com apareix al Nou Testament: 
| « | Jesús s'acostà allí i els va dir: --He rebut plena autoritat al cel i a la terra. Aneu, doncs, a tots els pobles i feu-los deixebles meus, batejant-los en el nom del Pare i del Fill i de l'Esperit Sant i ensenyant-los a guardar tot allò que us he manat. Jo soc amb vosaltres dia rere dia fins a la fi del món.［Mateu 28:18-20］ | » |

Encara que aquesta missió concerneixi, a tota l'Església i a cada un dels seus membres, el Senyor va escollir alguns perquè fossin evangelitzadors enterament dedicats a aquesta missió i a títol permanent. És a dir, la vida mateixa d'aquests enviats estarà marcada amb aquesta missió fins al punt que no podran realitzar-la més que a compte de si mateixos i sacrificant la seva vida terrestre fins a la mort.
L'Evangelització a les Escriptures és, en primer lloc, l'anunci del kerigma: «és la bona notícia que Jesús viu, que ha ressuscitat». Havia mort, però ha vençut la mort. Jesús és l'únic home que, al llarg de la història, ha aconseguit ell pròpiament, realitzar aquesta gesta. «Ho hem vist», diuen les dones, Pere, els dotze i fins a 500 persones d'una vegada. L'últim de constatar-ho va ser Pau. Al capítol Mateu 28:16-20, ens trobem amb l'anomenat testament missioner de Jesús: «Els onze deixebles se n'anaren a Galilea, a la muntanya que Jesús els havia indicat. En veure'l, el van adorar; abans, però, havien dubtat. Jesús s'acostà i els va dir: --He rebut plena autoritat al cel i a la terra. Aneu, doncs, a tots els pobles i feu-los deixebles meus, batejant-los en el nom del Pare i del Fill i de l'Esperit Sant i ensenyant-los a guardar tot allò que us he manat. Jo soc amb vosaltres dia rere dia fins a la fi del món.»
Amb l'anunci del kerigma els apòstols perseguien l'objectiu d'oferir la salvació, realitzada per Jesús, assolida mitjançant la fe i la conversió, confirmada pel do de l'Esperit Sant i viscuda a la comunitat cristiana, a tots els homes de bona voluntat. Atenent perquè l'home íntegre, i tots els homes, experimenten l'acció salvadora de Jesús. L'evangelitzador és vincle de l'amor de Déu, acompanyant l'evangelitzat per arribar a la presència de Déu, perquè ell mateix el declari: «I una veu digué des del cel:
--Aquest és el meu Fill, el meu estimat, en qui m'he complagut.»［Mateu 3:17］

## Evangelització d'Europa
El cristianisme a l'Imperi Romà va trobar un camp fèrtil per al seu desenvolupament ràpid, malgrat una oposició ferotge. L'imperi, amb les seves estructures de comunicació, l'estabilitat política i el llenguatge comú (es parlava a totes parts llatí i grec koiné), va permetre que els primers cristians poguessin comunicar-se fàcilment amb altres persones. No és casualitat, per tant, les notícies de noves comunitats cristianes a la península italiana, Macedònia, Grècia, la península Ibèrica, Dalmàcia i les Gàl·lies abans del final del primer segle. Gran part d'emperadors romans van decidir perseguir els cristians, va ser l'era dels màrtirs. Això va acabar amb la publicació de l'Edicte de Milà l'any 313, on es reconeix la llibertat de culte als cristians. La comunitat cristiana es va estendre per primera vegada a les ciutats i després a les zones rurals. Al segle iv, degut principalment als monjos, la major part d'Europa ja havia estat evangelitzada, encara que no es va donar com a conclosa fins molt més tard, al segle xiv.